# Секс-шоп
Секс-шоп (енгл. Sex shop; неправилно секси-шоп) или еротик-шоп (енгл. erotic shop) врста је малопродајне радње у којој се купују вибратори, доњи веш, порнографија и остала помагала за секс. Први секс-шоп отворен је 1962. године у Флензбургу, Западна Немачка, а данас се могу наћи у многим државама, а постоје и онлајн секс-шопови. Законом је ограничено да само пунолетне особе могу да уђу унутар њих. У њима се може наћи и биоскоп за одрасле.